# Annika Vinnersten
Profª. Dra. Annika Vinnersten (1975 ) es una curadora, y botánica sueca, que desarrolla actividades académicas en el Jardín botánico de la Universidad de Upsala.
Hizo la defensa de su tesis doctoral, en 2003

## Algunas publicaciones
- annika Vinnersten, john Manning. 2007. A new classification of Colchicaceae. Taxon 56 (1): 171-178

- -----------------------, kare Bremer. 2001. Age and biogeography of major clades in Liliales. Am. J. Bot. 88 (9): 1695-1703

### Libros
- annika Vinnersten. 2003. Tracing history: phylogenetic, taxonomic, and biogeographic research in the Colchicum family. Volumen 911 de Comprehensive summaries of Uppsala dissertations from the Faculty of Science and Technology. Editor Acta Universitatis Upsaliensis, 33 pp. ISBN 9155458149 en línea en sueco y en inglés

- La abreviatura «Vinn.» se emplea para indicar a Annika Vinnersten como autoridad en la descripción y clasificación científica de los vegetales.[3]